# Прва ескадрила Петог корпуса НОВЈ
Прва ескадрила Петог корпуса НОВЈ је била партизанска јединица у саставу Народноослободилачке војске и партизанских одреда Југославије током Другог светског рата у Босни и Херцеговини. 
Формирана је без званичног назива, 21. септембра 1944. године на аеродрому Залужани код Бање Луке, који су ноћу 21/22. септембра ослободиле јединице Петог корпуса НОВЈ. На заузетом усташко-домобранском аеродрому одмах је успостављена команда ваздухопловног гарнизона и формирана летачка јединица од заробљених ваздухопловаца који су се добровољно прикључили НОВЈ, и од којих је већина од раније сарађивала са НОП-ом. Ескадрила је располагала са осам авиона различитих типова. Одмах је добила задатак и полетела на бомбардовање тврђаве Кастел у Бањој Луци, коју су нападале јединице Петог корпуса. До 27. септембра извршила је 26 полетања нападајући опкољене немачке и усташке снаге у Бањој Луци. Кад су Немци успели да деблокирају град, ескадрила је прелетела партизански аеродром код Санског Моста, где је и званично формирана. Ту је, по наређењу штаба Петог корпуса, формирана и Друга ескадрила, чије је људство упућено у Земун где је већ почело стварање ваздухопловних јединица на Сремском фронту. У другој половини октобра ескадрила прелеће на партизанско летелиште Ћурчића Луг с којег садејствује јединицама Петог корпуса у борбама за Травник. Касније, због лошег времена и несташице горива, свела је своју делатност на пренос поште, курира, војног материјала и извиђање комуникација. Расформирана је у марту 1945. по наређењу Штаба ваздухопловства ЈА, а њено људство упућено је у новоформирану Прву пилотску школу у Земунику. Ескадрила је искључиво дејствовала у саставу и за рачун Петог корпуса пола године, што представља јединствен пример током Народноослободилачког рата. Само је Пети корпус имао своју сопствену авијацију и то у условима партизанског вођења рата.